# Elezioni parlamentari in Algeria del 1987
Le elezioni parlamentari in Algeria del 1987 si sono tenute il 26 febbraio. Chadli Bendjedid, leader del Fronte di Liberazione Nazionale (unico partito politico legale del Paese), è stato eletto all'unanimità. L'affluenza alle urne è stata dell'oltre l'87%.

## Risultati
| Liste                           | Voti       | %     | Seggi |
| ------------------------------- | ---------- | ----- | ----- |
| Fronte di Liberazione Nazionale |            | 100   | 295   |
| Votanti                         | 9.910.631  | 87,48 |       |
| Elettori registrati             | 11.328.680 |       |       |